# Schweizer Leichtathletik-Meisterschaften 2015
Die Schweizer Leichtathletik-Meisterschaften 2015 (auch: SM Aktive, SM Elite oder LA Schweizermeisterschaften) (französisch Championnats Suisses Elites d’Athlétisme 2015; italienisch Campionati Svizzeri Attivi 2015) fanden am 7. und 8. August 2017 im Stadion Herti Allmend in Zug statt.

## Frauen

### 100 m
| Platz | Athletin          | Zeit (s) |
| ----- | ----------------- | -------- |
| 1     | Mujinga Kambundji | 11,19    |
| 2     | Salomé Kora       | 11,60    |
| 3     | Sarah Atcho       | 11,69    |

### 200 m
| Platz | Athletin          | Zeit (s) |
| ----- | ----------------- | -------- |
| 1     | Mujinga Kambundji | 22,80    |
| 2     | Joëlle Golay      | 23,39    |
| 3     | Marisa Lavanchy   | 23,39    |

### 400 m
| Platz | Athletin           | Zeit (s) |
| ----- | ------------------ | -------- |
| 1     | Pascale Gränicher  | 54,81    |
| 2     | Vanessa Zimmermann | 54,97    |
| 3     | Annina Fahr        | 55,68    |

### 800 m
| Platz | Athletin           | Zeit (min) |
| ----- | ------------------ | ---------- |
| 1     | Stefanie Barmet    | 2:12,69    |
| 2     | Lisa Kurmann       | 2:13,27    |
| 3     | Alexandra Bosshard | 2:13,51    |

### 1500 m
| Platz | Athletin          | Zeit (min)       |
| ----- | ----------------- | ---------------- |
| 1     | Delia Sclabas     | 4:25,15 (1. SM*) |
| 2     | Fiona Kierdorf    | 4:30,32          |
| 3     | Florence Peguiron | 4:32,18 (2. SM*) |
| 4     | Sara Jost         | 4:32,18 (3. SM*) |

### 5000 m
| Platz | Athletin         | Zeit (min) |
| ----- | ---------------- | ---------- |
| 1     | Valérie Lehmann  | 16:41,26   |
| 2     | Evelyne Dietschi | 16:53,63   |
| 3     | Astrid Leutert   | 17:04,35   |

### 100 m Hürden (84,0)
| Platz | Athletin          | Zeit (s) |
| ----- | ----------------- | -------- |
| 1     | Noemi Zbären      | 13,00    |
| 2     | Clélia Rard-Reuse | 13,38    |
| 3     | Linda Züblin      | 13,58    |

### 400 m Hürden (76,2)
| Platz | Athletin         | Zeit (s) |
| ----- | ---------------- | -------- |
| 1     | Petra Fontanive  | 56,36    |
| 2     | Robine Schürmann | 57,42    |
| 3     | Céline Huber     | 61,03    |

### Hochsprung
| Platz | Athletin            | Höhe (m)      |
| ----- | ------------------- | ------------- |
| 1     | Salome Lang         | 1,80 (1. SM*) |
| 2     | Livia Odermatt      | 1,80 (2. SM*) |
| 3     | Carolin Marchlewski | 1,80          |
| 4     | Nathalie Lauber     | 1,74 (3. SM*) |

### Stabhochsprung
| Platz | Athletin       | Höhe (m) |
| ----- | -------------- | -------- |
| 1     | Nicole Büchler | 4,71 SR  |
| 2     | Angelica Moser | 4,10     |
| 3     | Jasmine Moser  | 4,00     |

### Weitsprung
| Platz | Athletin         | Weite (m) |
| ----- | ---------------- | --------- |
| 1     | Linda Züblin     | 6,27      |
| 2     | Irene Pusterla   | 6,17      |
| 3     | Barbara Leuthard | 6,14      |

### Dreisprung
| Platz | Athletin         | Weite (m)      |
| ----- | ---------------- | -------------- |
| 1     | Barbara Leuthard | 13,32 (1. SM*) |
| 2     | Vivian Nyuma     | 12,42          |
| 3     | Serena Raffi     | 12,16 (2. SM*) |
| 4     | Vera Falkenberg  | 12,05 (3. SM*) |

### Kugel (4,00) kg
| Platz | Athletin           | Weite (m)      |
| ----- | ------------------ | -------------- |
| 1     | Ásdís Hjálmsdóttir | 15,68          |
| 2     | Jasmin Lukas       | 14,49 (1. SM*) |
| 3     | Lea Herrsche       | 14,15 (2. SM*) |
| 4     | Caroline Agnou     | 14,06 (3. SM*) |

### Diskus (1,00 kg)
| Platz | Athletin             | Weite (m)      |
| ----- | -------------------- | -------------- |
| 1     | Ásdís Hjálmsdóttir   | 47,14          |
| 2     | Pauline Vaglio-Agnes | 46,17          |
| 3     | Angela Peter         | 42,79 (1. SM*) |
| 4     | Sandra Haslebacher   | 38,48 (2. SM*) |
| 5     | Naina Kreyss         | 38,22 (3. SM*) |

### Hammer (4,00 kg)
| Platz | Athletin        | Weite (m) |
| ----- | --------------- | --------- |
| 1     | Nicole Zihlmann | 58,69     |
| 2     | Lydia Wehrli    | 55,85     |
| 3     | Una Maric       | 46,29     |

### Speer (600 gr)
| Platz | Athletin            | Weite (m)      |
| ----- | ------------------- | -------------- |
| 1     | Ásdís Hjálmsdóttir  | 59,72          |
| 2     | Elodie Jakob        | 50,90 (1. SM*) |
| 3     | Nathalie Meier      | 50,40 (2. SM*) |
| 4     | Géraldine Ruckstuhl | 49,57 (3. SM*) |

- Legende: *) SM = Schweizermeisterschaften

## Männer

### 100 m
| Platz | Athlet              | Zeit (s) |
| ----- | ------------------- | -------- |
| 1     | Alex Wilson         | 10,18    |
| 2     | Reto Amaru Schenkel | 10,39    |
| 3     | Bastien Mouthon     | 10,43    |

### 200 m
| Platz | Athlet          | Zeit (s) |
| ----- | --------------- | -------- |
| 1     | Alex Wilson     | 20,58    |
| 2     | Bastien Mouthon | 21,03    |
| 3     | Pascal Müller   | 21,28    |

### 400 m
| Platz | Athlet           | Zeit (s) |
| ----- | ---------------- | -------- |
| 1     | Silvan Lutz      | 47,81    |
| 2     | Urs Affentranger | 47,82    |
| 3     | Jonathan Vilaine | 48,00    |

### 800 m
| Platz | Athlet          | Zeit (min) |
| ----- | --------------- | ---------- |
| 1     | Hugo Santacruz  | 1:51,20    |
| 2     | Roland Christen | 1:52,41    |
| 3     | Raphael Salm    | 1:53,20    |

### 1500 m
| Platz | Athlet            | Zeit (min) |
| ----- | ----------------- | ---------- |
| 1     | Jan Hochstrasser  | 3:50,71    |
| 2     | Thomas Gmür       | 3:51,52    |
| 3     | Matthias Schöpfer | 3:52,00    |

### 5000 m
| Platz | Athlet             | Zeit (min) |
| ----- | ------------------ | ---------- |
| 1     | Jan Hochstrasser   | 14:27,82   |
| 2     | Andreas Kempf      | 14:30,68   |
| 3     | Adriano Engelhardt | 14:33,62   |

### 110 m Hürden (106,7)
| Platz | Athlet       | Zeit (s) |
| ----- | ------------ | -------- |
| 1     | Tobias Furer | 14,10    |
| 2     | Brahian Peña | 14,16    |
| 3     | Michael Page | 14,44    |

### 400 m Hürden (91,4)
| Platz | Athlet         | Zeit (s) |
| ----- | -------------- | -------- |
| 1     | Kariem Hussein | 48,45    |
| 2     | Dany Brand     | 51,98    |
| 3     | Fausto Santini | 52,35    |

### Hochsprung
| Platz | Athlet         | Höhe (m) |
| ----- | -------------- | -------- |
| 1     | Loïc Gasch     | 2,15     |
| 2     | Roman Sieber   | 2,09     |
| 3     | Quentin Pirlet | 2,06     |

### Stabhochsprung
| Platz | Athlet           | Höhe (m)      |
| ----- | ---------------- | ------------- |
| 1     | Mitch Greeley    | 5,30          |
| 1     | Marquis Richards | 5,30 (1. SM*) |
| 3     | Marco Jost       | 4,60 (2. SM*) |
| 3     | Andri Oberholzer | 4,60 (2. SM*) |
| 3     | Patrick Schütz   | 4,60 (2. SM*) |

### Weitsprung
| Platz | Athlet              | Weite (m) |
| ----- | ------------------- | --------- |
| 1     | Benjamin Gföhler    | 7,72      |
| 2     | Christopher Ullmann | 7,56      |
| 3     | Michael Bucher      | 7,38      |

### Dreisprung
| Platz | Athlet         | Weite (m) |
| ----- | -------------- | --------- |
| 1     | Andreas Graber | 15,74     |
| 2     | Nils Wicki     | 15,48     |
| 3     | Roman Sieber   | 14,91     |

### Kugel (7,26) kg
| Platz | Athlet           | Weite (m)      |
| ----- | ---------------- | -------------- |
| 1     | Romain Gotteland | 17,45          |
| 2     | Michel Edzimbi   | 15,25 (1. SM*) |
| 3     | Sandro Ferrari   | 15,10 (2. SM*) |
| 4     | Lukas Blass      | 15,05 (3. SM*) |

### Diskus (2,0 kg)
| Platz | Athlet         | Weite (m) |
| ----- | -------------- | --------- |
| 1     | Lukas Jost     | 53,79     |
| 2     | Grob Stefan    | 47,71     |
| 3     | Sandro Ferrari | 45,46     |

### Hammer (7,26 kg)
| Platz | Athlet          | Weite (m)      |
| ----- | --------------- | -------------- |
| 1     | Alexis Flaven   | 55,23          |
| 2     | Robin Santoli   | 53,25 (1. SM*) |
| 3     | Yann Moulinier  | 52,91 (2. SM*) |
| 4     | Alexandre Gurba | 51,36 (3. SM*) |

### Speer (800 gr)
| Platz | Athlet         | Weite (m) |
| ----- | -------------- | --------- |
| 1     | Lukas Wieland  | 66,55     |
| 2     | Laurent Carron | 66,35     |
| 3     | Bruno Schürch  | 65,14     |

- Legende: *) SM = Schweizermeisterschaften